# 大濠公園
33°35′9.1″N 130°22′34.5″E / 33.585861°N 130.376250°E
大濠公園是一座位於日本福岡縣福岡市中央區的公園，同時也是該公園附近街區的地名。該公園於2007年2月6日獲日本文化廳登錄為“名勝”。

## 簡介
大濠公園的“大濠”指的是作為公園本體的一個湖泊。該湖泊的前身是一深入內陸的海灣“草江”（草ヶ江，現在的地名為“草香江”），在福岡城建成後它被用作城池的外濠。大湖的周長大約為兩公里（準確數字是1921公尺），在中央有幾個小島，並有橋將它們和岸邊串起來，使得遊人可以從方便地從湖中央欣賞美景。由於公園距離福岡市中心（天神至博多車站一帶）較近，而且附近有福岡城遺址（東側），福岡市美術館和NHK福岡廣播局（南側）等景點和標誌性建築，所以很多福岡市民在平時也會來到公園放鬆身心或者鍛鍊身體。
每年春季大濠公園和附近舞鶴公園（福岡城遺址）、西公園一帶的櫻花都會盛開，所以大濠公園在福岡被當作賞櫻勝地。另外，每年8月1日（下雨的話順延）在大濠公園還會舉行“西日本大濠煙火大會”，“大濠的煙火”也是福岡市夏天的風物之一。在2013年，這一大會吸引了大約45萬人到園內觀看。
大濠公園在設計的過程中考慮到“水”這一主題，為了突顯東洋文化而參考了杭州西湖的佈局，確定了“湖中有島，以橋連島”的基本樣式。現在，公園周邊地區由於環境較為幽雅，且離市中心較近，交通方便，因此在福岡市可以算得上是數一數二的高級住宅區。
公園內原本有一家名叫“花之木”的法式料理餐廳，其內保存有瑪麗蓮·夢露和喬·狄馬喬的蜜月旅行途中在位於中洲附近的總店進餐時坐過的桌椅。2013年5月，“花之木”由於房舍年久失修而被迫關門歇業進行改修，改裝後的新餐廳將於2014年冬季重新開業。

## 歷史
如前所述，大濠公園附近本來是深入內陸的海灣“草江”。筑前國福岡藩的第一代藩主黑田長政在主持修建福岡城時，為了擴大城下町的規模而向幕府請求在草江的入口處填海造陸。雖然海灣深入內陸的部分並沒有與博多灣完全隔斷，但大濠已初具雛形，並被當作福岡城的外濠守衛著城池的安全。
到了大正14年（1925年），福岡縣政府因為舉辦東亞勸業博覽會需要大片土地，而開始對大濠進行大規模的填湖造陸工程，將原來13萬坪的湖面填到只剩下大約6萬坪。當時這一工程共花費45萬多日圓，但隨後縣政府將一部分填湖土地劃為住宅用地，藉此收回了投資。東亞勸業博覽會於昭和2年（1927年）順利舉行，閉幕後福岡縣決定將此地改建為公園。以松樹林為主題的方案在遭遇到當時松材線蟲的大爆發而破產後，東京大學的林學權威本多靜六及其弟子永見健一以杭州的西湖作為參考，設計出了現在的大濠公園。昭和4年（1929年）3月，大濠公園正式開業。

## 園內設施
- 野鳥森林，兒童樂園，星巴克，遊船碼頭，能樂堂，日本庭園等

## 園內活動
- 春季賞櫻：通常時間是3月底到4月初
- 西日本大濠煙火大會：每年8月1日，以整個公園為大會會場

## 周邊設施
- 福岡城遺址
- 舞鶴公園
- 平和臺田徑場（日语：平和台陸上競技場）
- 原平和臺棒球場（日语：平和台野球場）
- 鴻臚館遺址展覽館
- 福岡市美術館
- NHK福岡廣播局（日语：NHK福岡放送局）
- 福岡縣護國神社（日语：福岡縣護國神社）
- 福岡地方氣象台（日语：福岡管区気象台）
- 福岡大學附屬大濠初級／高級中學（日语：福岡大学附属大濠中学校・高等学校）
- 九州大學原六本松校區（已停用）
- 美國駐福岡領事館

## 附近交通
- 福岡市地下鐵[12]
  - 機場線：大濠公園站（徒步約5分鐘）、唐人町站（徒步約8分鐘）
  - 七隈線：六本松車站（徒步約10分鐘）
- 西鐵巴士：荒戶一丁目站、大濠公園站、黑門站、大濠站、大濠公園南站、福大大濠中高前站、福岡城·NHK放送中心入口站和福岡市美術館東口站等站下車[13]

## 相冊

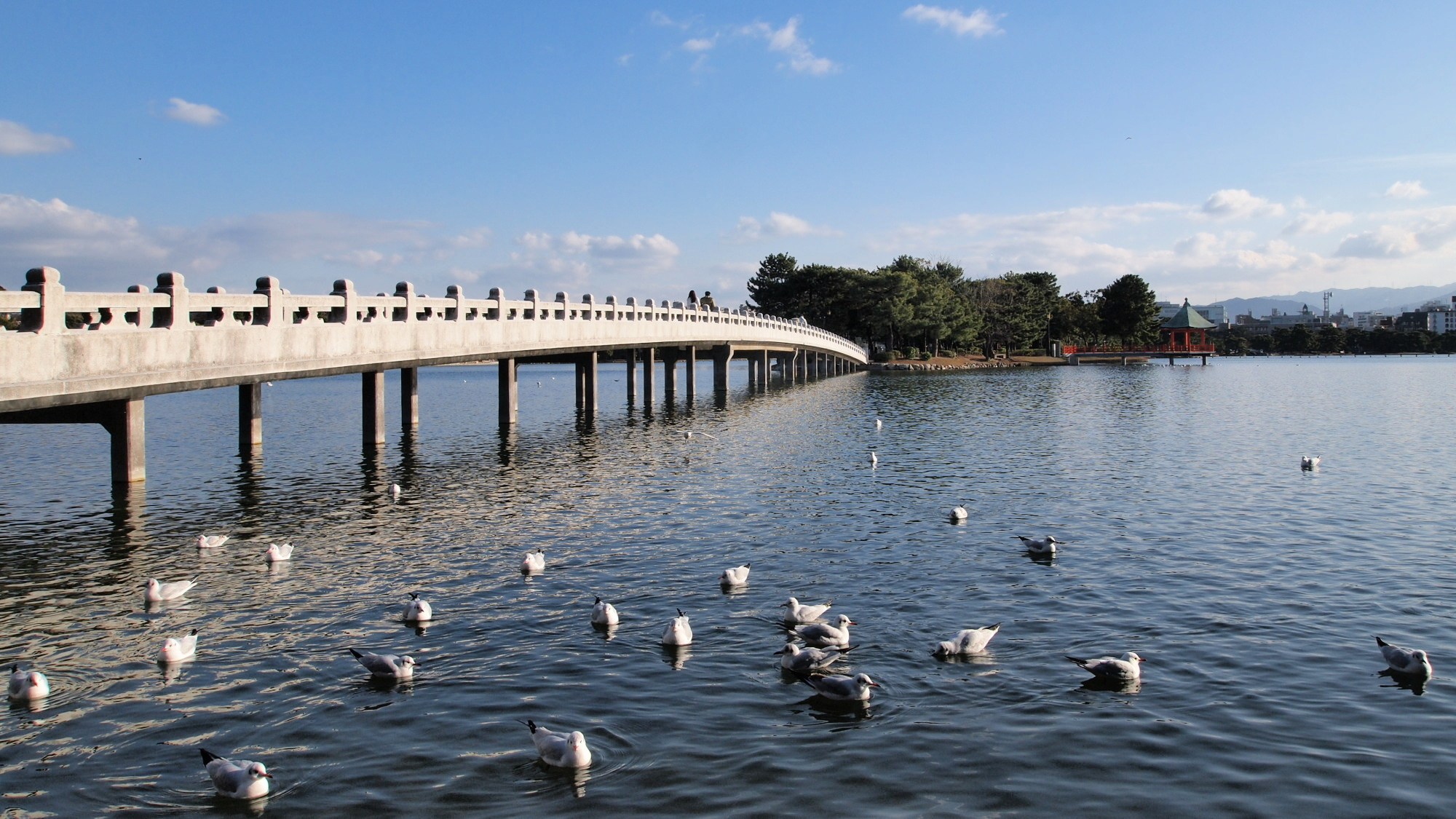
觀月橋與浮島
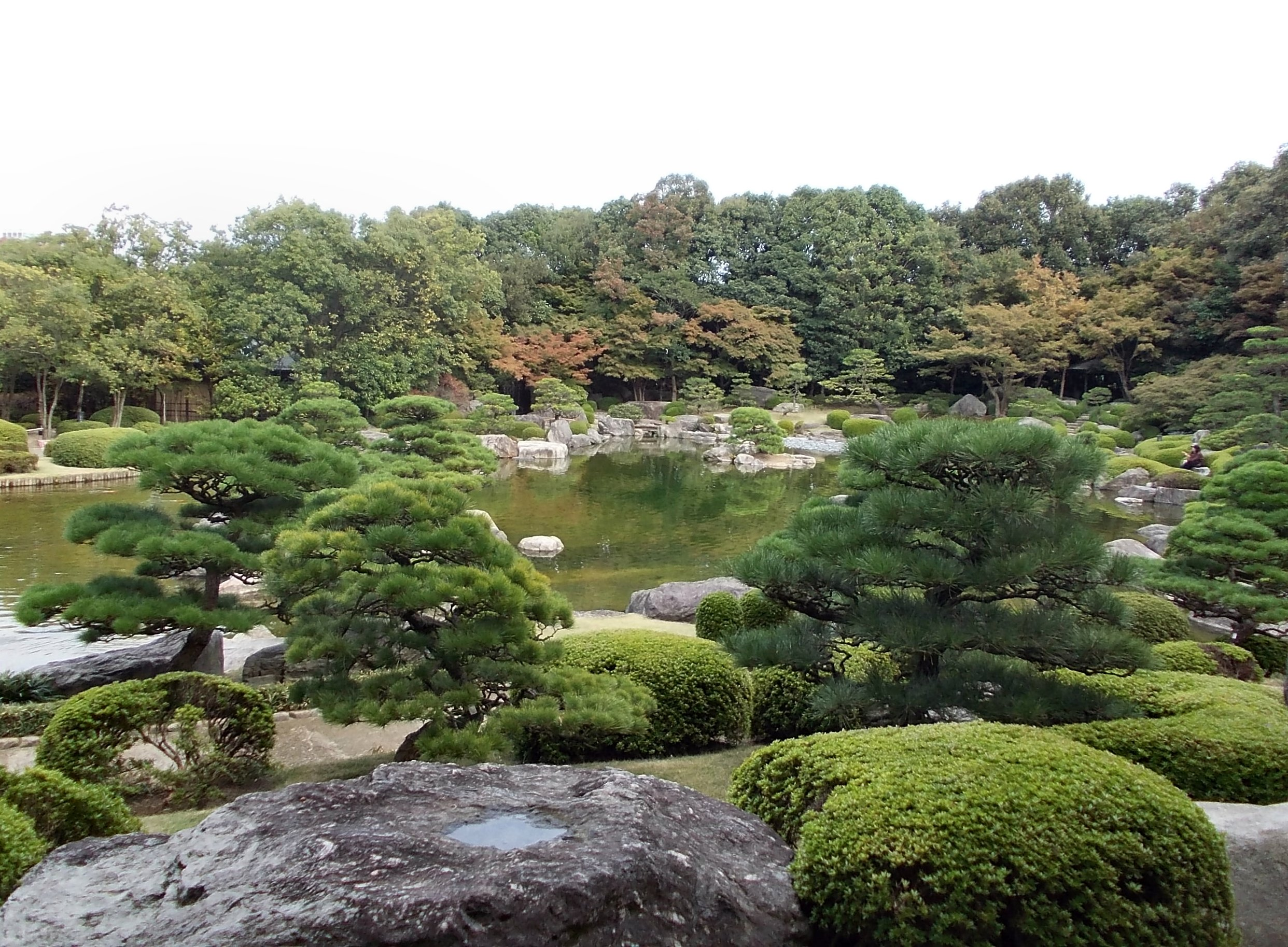
公園內的日本庭園
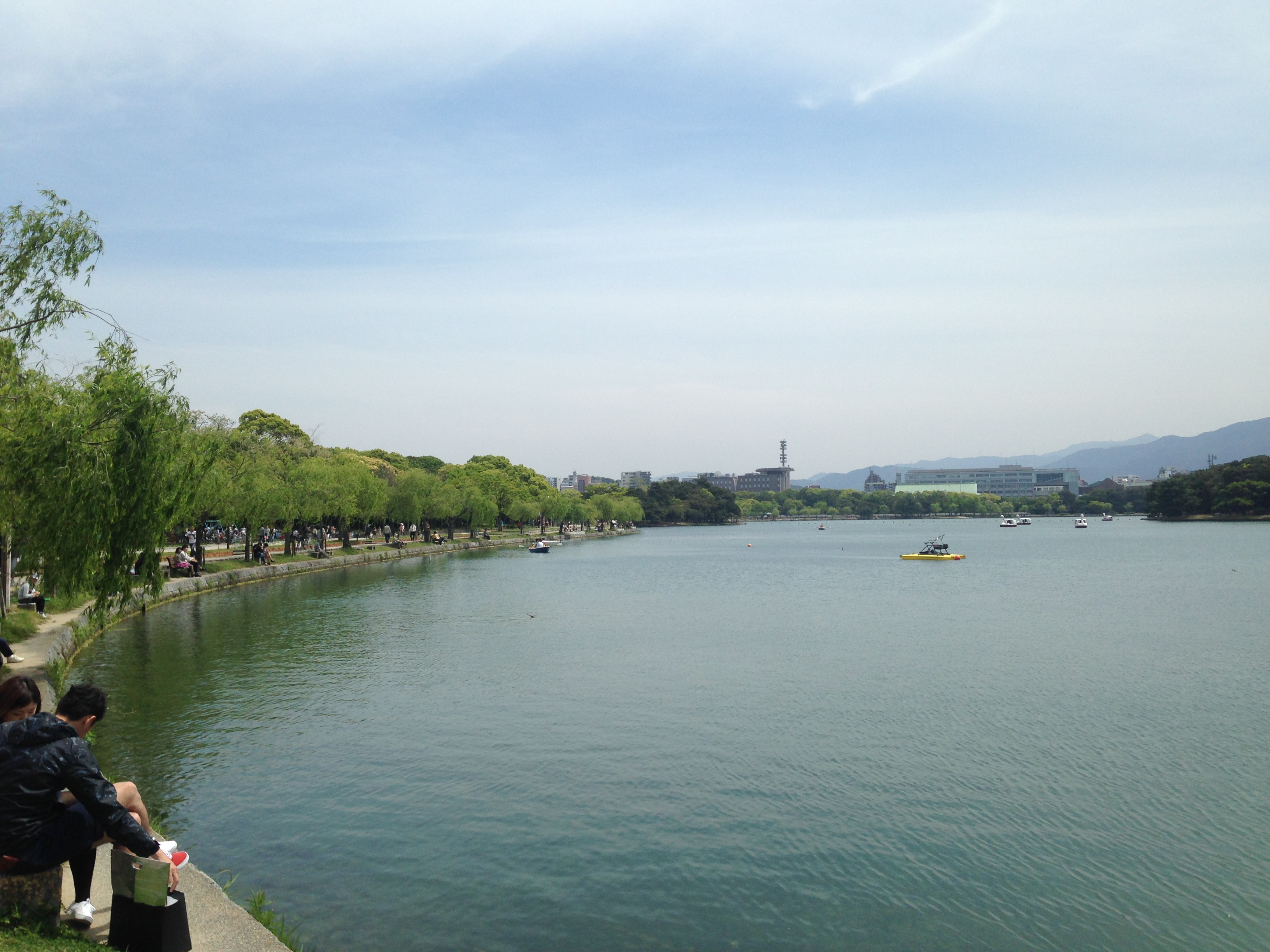
大濠東岸（前方為南方）
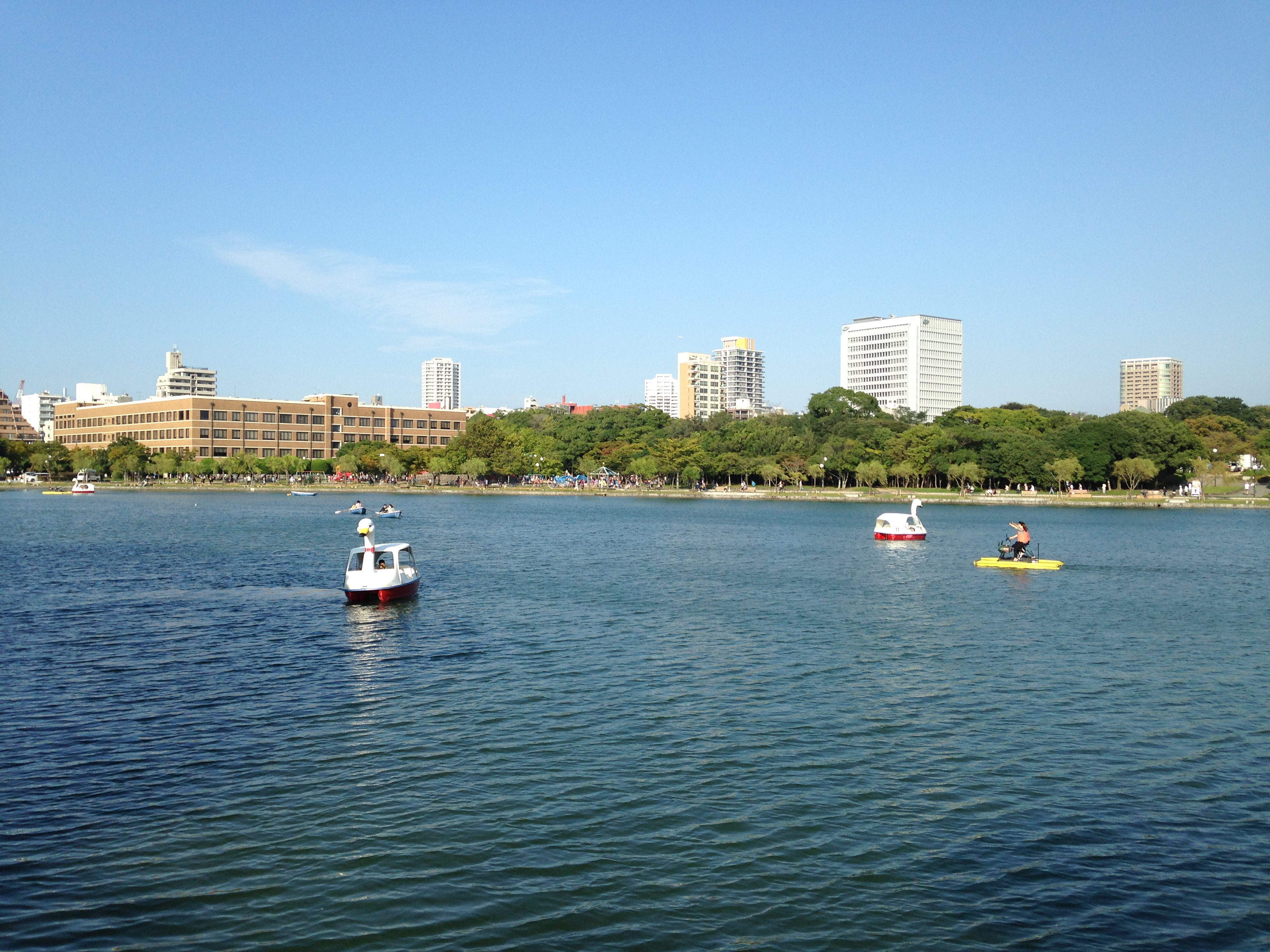
從湖中的柳島眺望大濠東岸
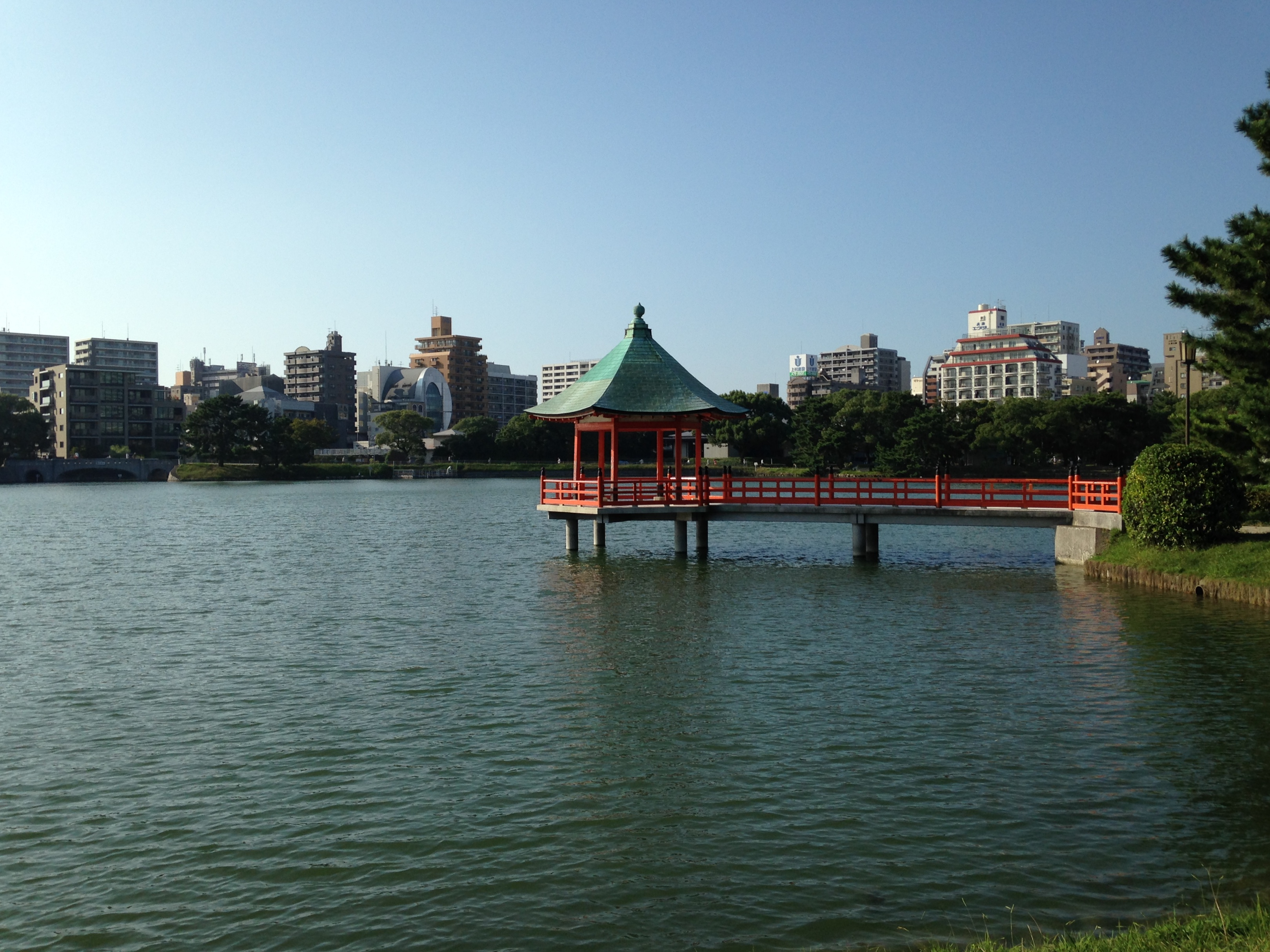
浮見堂
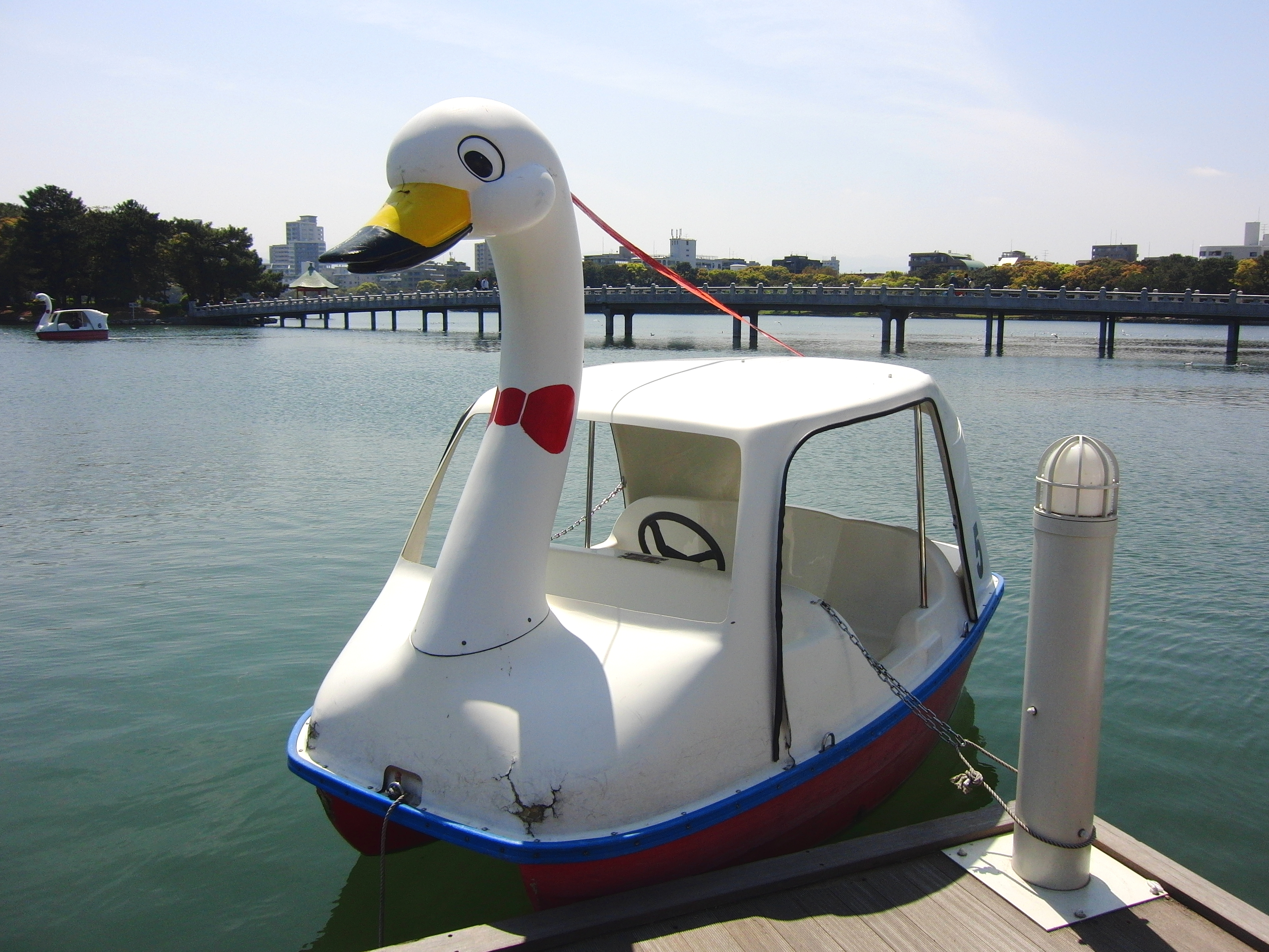
大濠內的遊船
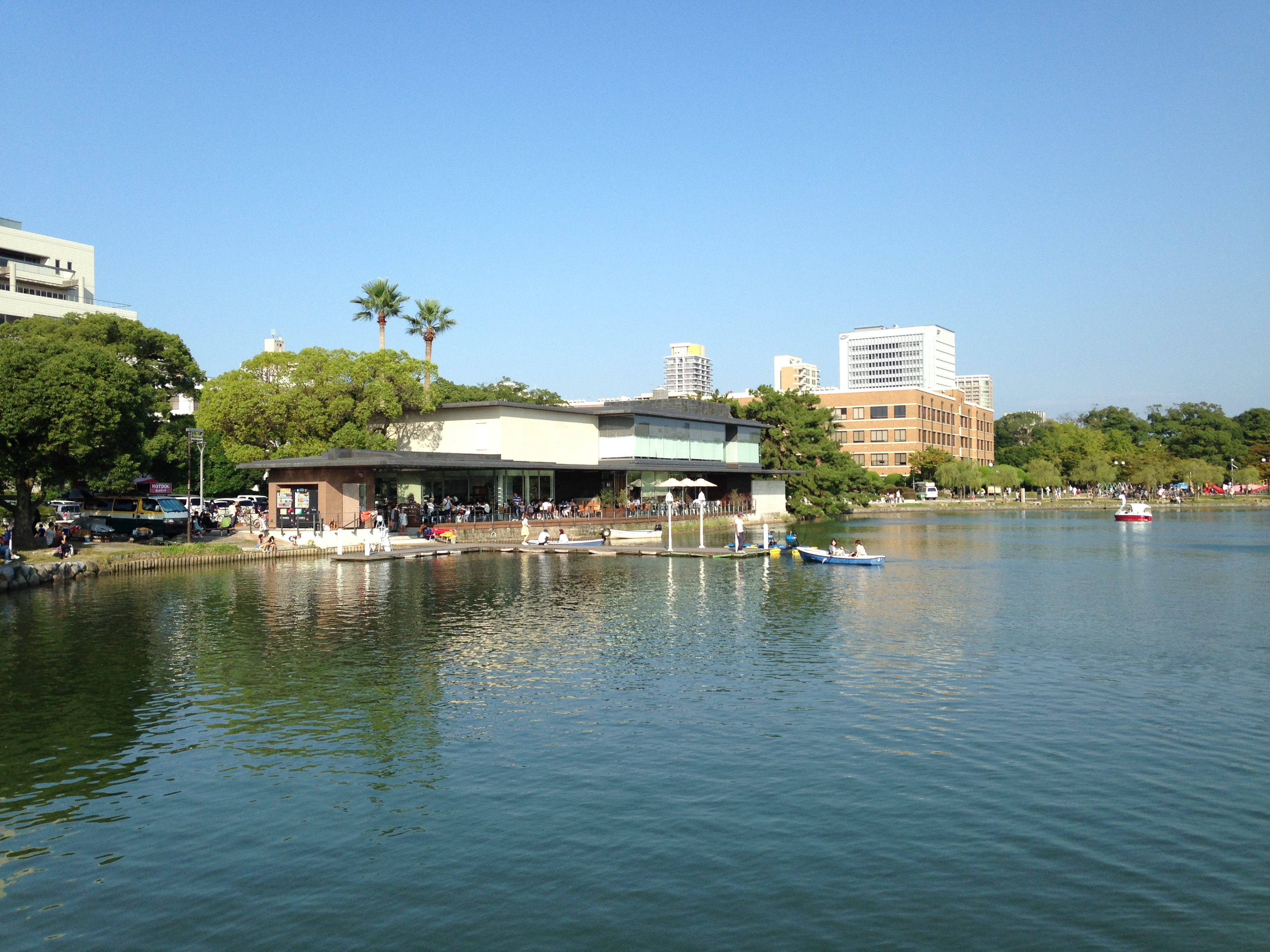
船屋
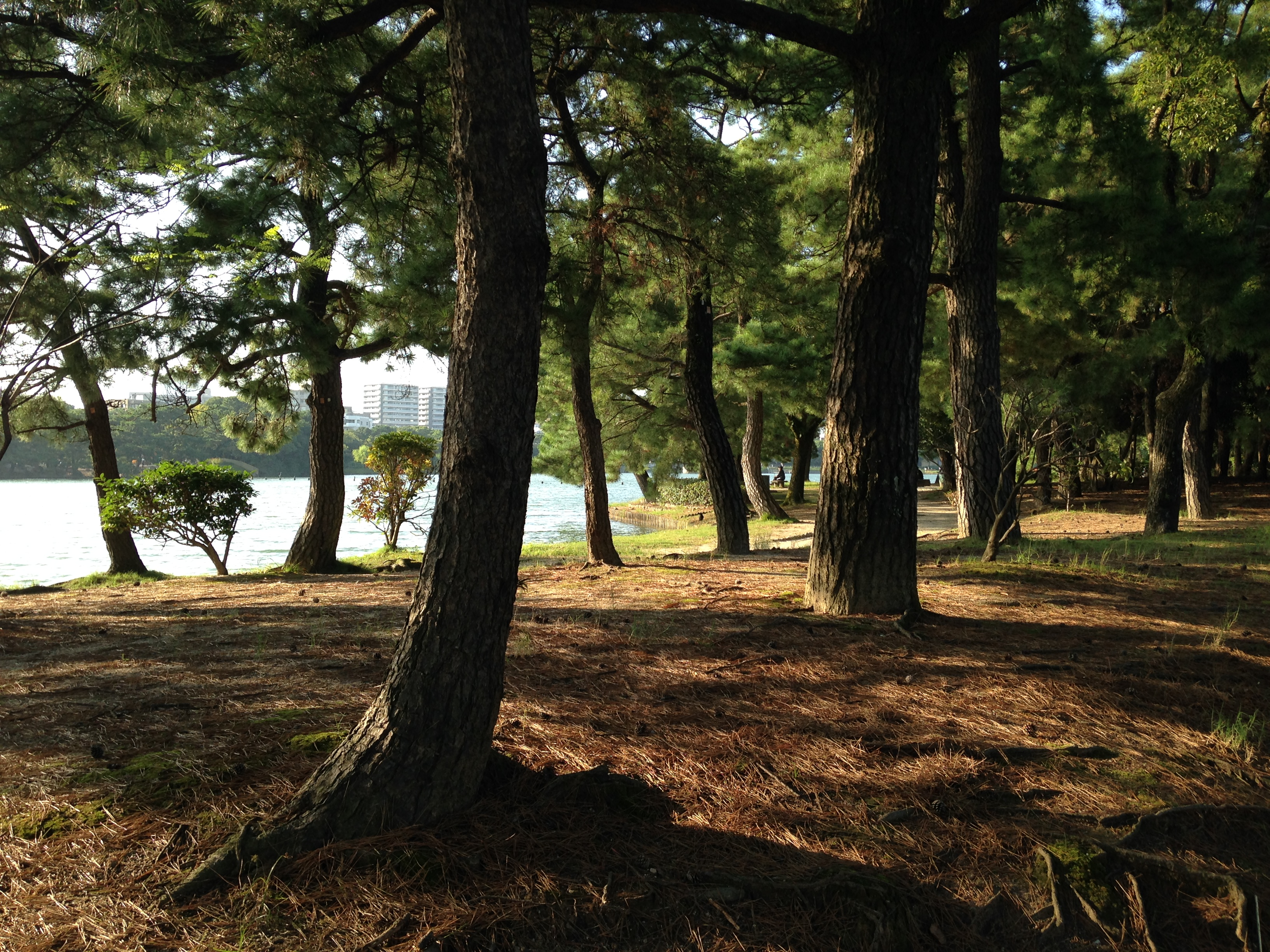
松島
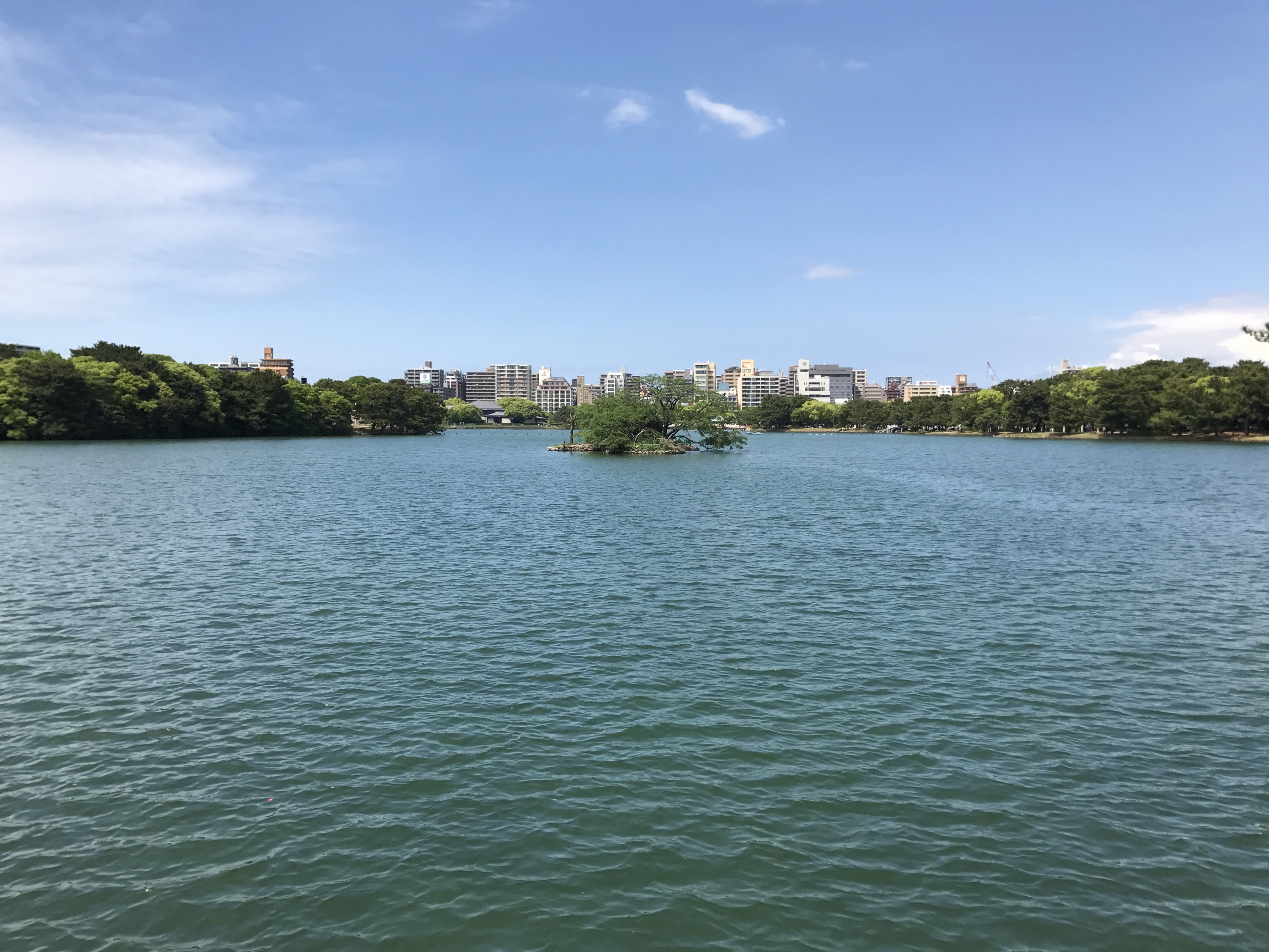
從南岸眺望鴨島
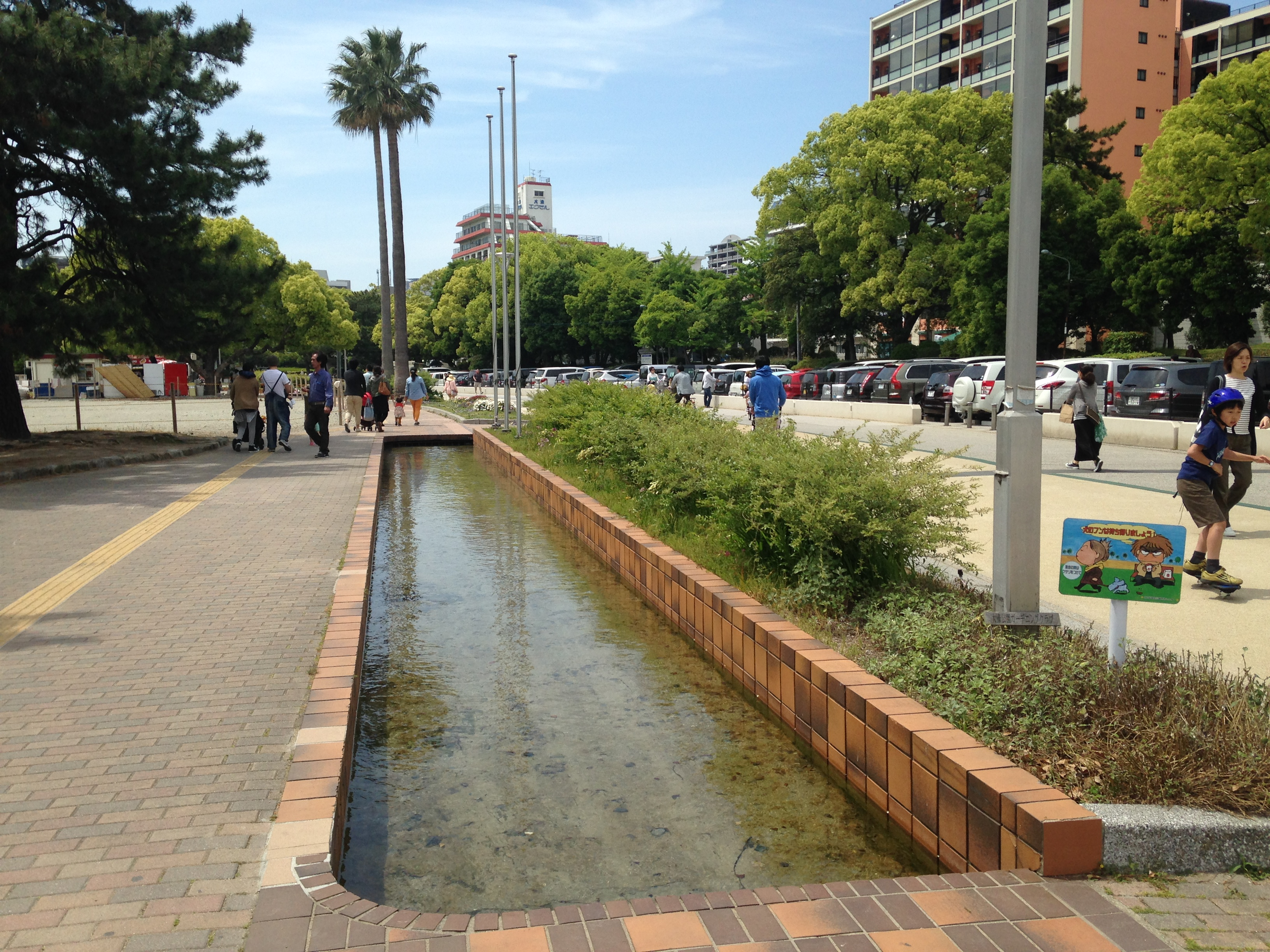
位於大濠岸邊的循環水流
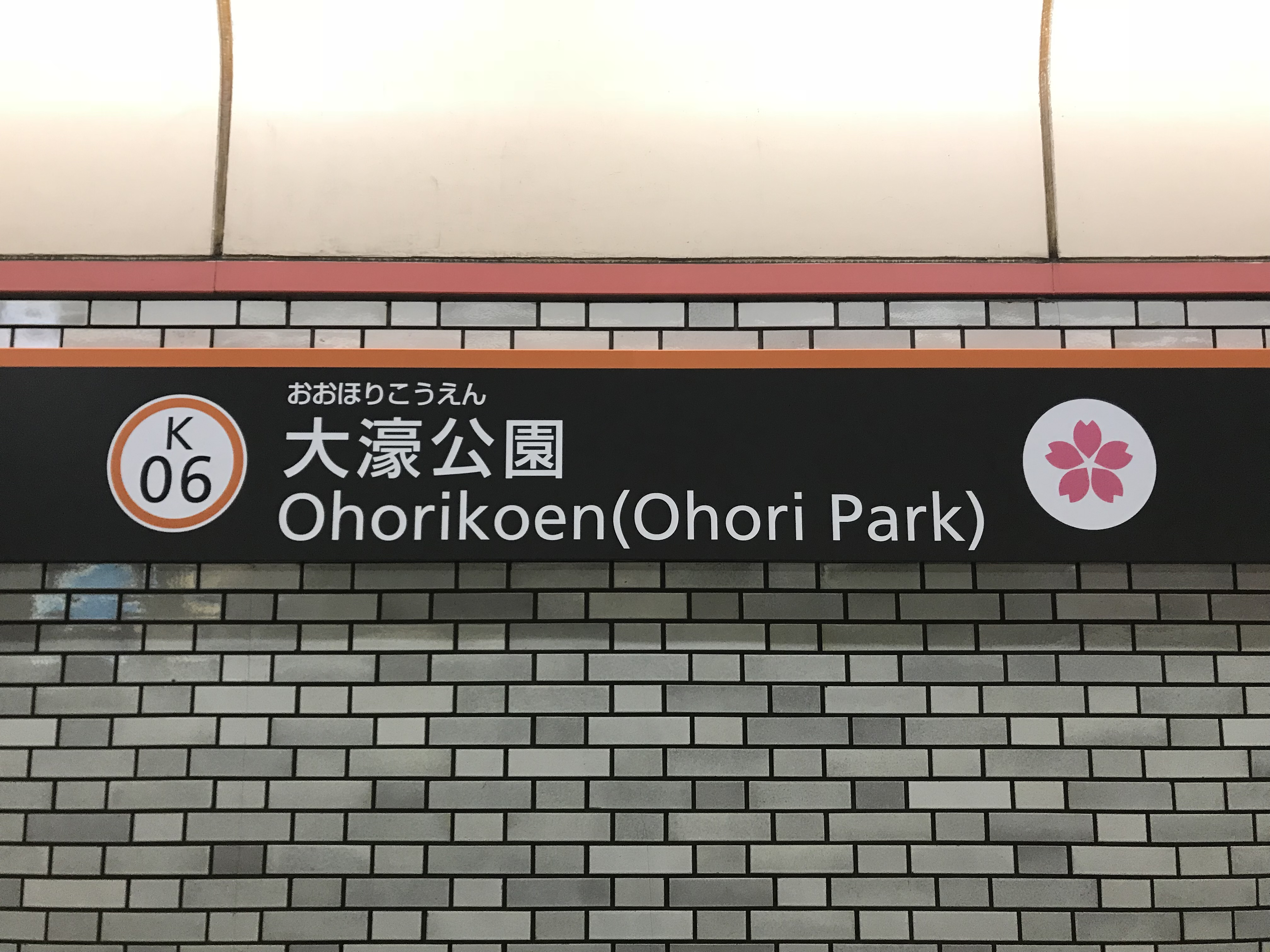
福岡市地下鐵大濠公園車站的站名牌，其上的車站圖標取材于大濠公園的櫻花

## 外部連結
- 水綠洲｜大濠公園／西公園（大濠公園管理事務處）